# 李應林
李應林（1892年12月12日—1954年8月22日），字笑庵，廣東南海東村人。曾任廣州嶺南大學校長。後來在香港參與創辦崇基學院（1963年起成為香港中文大學成員書院之一），並擔任首任校長（1951年－1954年）。

## 生平
李應林1892年12月12日出生於澳門，曾就讀於宿儒陳子褒創辦的灌根學塾（即子褒學校），後與冼玉清、陳汝銳、陳仲甫、程季元等同學到廣州嶺南學堂升學。1914年畢業於嶺南學堂，之後入廣州基督教青年會任學生部助理幹事。1917年以「工讀生」身份入讀美國歐柏林學院（Oberlin College），1920年得文學士學位。返回中國後於廣州青年會任職學生部助理幹事、兼青年會中學校長。1926年升任至總幹事。
1927至1931年任廣州嶺南大學副校長，1937至1948年任廣州嶺南大學校長。八年中日抗戰期間，多次帶領遷校行動使教育不致因戰火而中斷。1939年獲其母校美國奧柏林大學授予名譽法學博士學位。1945至1947年先後出任行政院善後救濟總署廣東分署副署長及署長。
1949年李氏任中華基督教青年會全國協會華南區總幹事。1951年夏，與英、美及本港基督教教會代表共同策劃在本港開辦一間以中文為主要授課語言的基督教高等學府崇基學院，李氏被推舉為崇基學院首任校長。1954年8月22日，李氏在任內病逝於香港跑馬地養和醫院，終年61歲。

## 紀念
崇基學院於1971年將其中一座學生宿舍命名為「應林堂」以紀念李氏的貢獻。而嶺南大學在1994年遷入屯門前難民營永久校舍後，亦將其中一間教室命名為「李應林室」。

## 家庭
李應林與妻子曾一貫育有五子二女，其中長子李小洛於崇基學院教授體育長達三十多年。另外有兩位兒子於崇基學院就讀，分別是李小文（1960年畢業於神學及宗教教育系）及李小林（1962年畢業於生物系）。

## 外部連結
- 李應林對嶺南大學的貢獻
- 纪念李应林诞生百周年 （页面存档备份，存于）

| 學術機關職務    | 學術機關職務               | 學術機關職務  |
| --------------- | -------------------------- | ------------- |
| 前任： （首任） | 崇基學院校長 1951年–1954年 | 繼任： 凌道揚 |